# Ilie Dumitrescu
Ilie Vasile Dumitrescu (Bucareste, 6 de janeiro de 1969) é um ex-futebolista e treinador de futebol romeno que atuava como ponta-esquerda. Atualmente trabalha como comentarista esportivo.

## Carreira
Após jogar 10 anos na base do Steaua Bucareste, Dumitrescu se profissionalizou em 1986 e atuou em 2 jogos na campanha do título nacional. Para a temporada seguinte, foi emprestado ao Olt Scornicești, onde atuaria como lateral-esquerdo.
De volta ao Steaua em 1988, tornou-se um dos principais jogadores de um time que tinha como destaques Marius Lăcătuş e Gheorghe Hagi, passando a ganhar mais chances no time principal em 1989. Em 1994, o Tottenham Hotspur pagou 2,6 milhões de libras para contar com Dumitrescu. Pouco depois da contratação do ponta, o jornal News of the World noticiou que o romeno estaria se envolvendo com garotas de programa em Londres. O episódio fez com que a carreira de Dumitrescu entrou em declínio, e o Tottenham decidiu emprestá-lo ao Sevilla em 1996. Mesmo com boas atuações, a equipe andaluz optou em não contratá-lo em definitivo e Dumitrescu regressou ao Tottenham no mesmo ano, atuando em 5 jogos. Ele ainda atuou pelo West Ham United em 1996, mas problemas com seu visto de trabalho limitaram o jogador a 10 partidas.
Teve ainda uma passagem de 2 anos pelo futebol mexicano, onde defendeu América e Atlante. Voltou ao Steaua em julho de 1998, mas jogou apenas 7 partidas antes de anunciar sua aposentadoria no meio da temporada, com apenas 29 anos.

## Carreira na Seleção
A estreia de Dumitrescu pela Seleção Romena foi em abril de 1989, entrando como substituto no empate sem gols com a Grécia, pelas eliminatórias da  Copa de 1990. Na competição sediada na Itália, atuou contra União Soviética e Camarões, tendo saído do banco de reservas nos 2 jogos. Ele marcou seu primeiro gol pela seleção em agosto de 1992, na vitória por 2 a 0 sobre o México.
Convocado para a Copa de 1994, foi titular nos 5 jogos da equipe, marcando 2 gols contra a Argentina, que foram também os únicos dele no torneio. Não convocado por Anghel Iordănescu para a Eurocopa de 1996, foi lembrado para a Copa de 1998, tendo jogado apenas contra a Tunísia. Esta foi também a 64ª e última partida de Dumitrescu pela Seleção Romena, tendo marcado 20 gols - o último deles foi em um amistoso contra a Moldávia, em junho do mesmo ano.

## Pós-aposentadoria
Depois de encerrar a carreira como jogador, Dumitrescu trabalhou como agente de jogadores e diretor esportivo do Braşov antes de iniciar a carreira de treinador no Oţelul Galaţi. Comandou ainda Braşov, Alki Larnaca, Bacău e Apollon Limassol, além da seleção Sub-21 da Romênia, entre 2001 e 2004.
Foi no futebol da Grécia que Dumitrescu trabalhou por mais tempo, tendo treinado AEK Atenas, Aigaleo, Akratitos, Kallithea, PAOK e Panthrakikos. Sua última experiência na função foi no Steaua, onde chegou em agosto de 2010 - Hagi era cotado para assumir o cargo, mas recusou a proposta. O ex-ponta deixou a equipe 40 dias depois de sua contratação.

## Vida pessoal
Após deixar o Steaua, Dumitrescu não voltou a comandar outros clubes e passou em se concentrar na administração de seu restaurante, além de ter mantido uma galeria de arte em Bucareste.
Foi ainda comentarista convidado em emissoras de televisão da Romênia e também foi garoto-propaganda da empresa de apostas esportivas UNIBET.

## Títulos
Steaua Bucareste
- Campeonato Romeno: 1986–87, 1988–89, 1992–93, 1993–94
- Copa da Romênia: 1986–87, 1988–89, 1991–92
- Supercopa da Romênia: 1998

### Individuais
- Artilheiro do Campeonato Romeno: 1992–93 (24 gols)[14]